# 문진

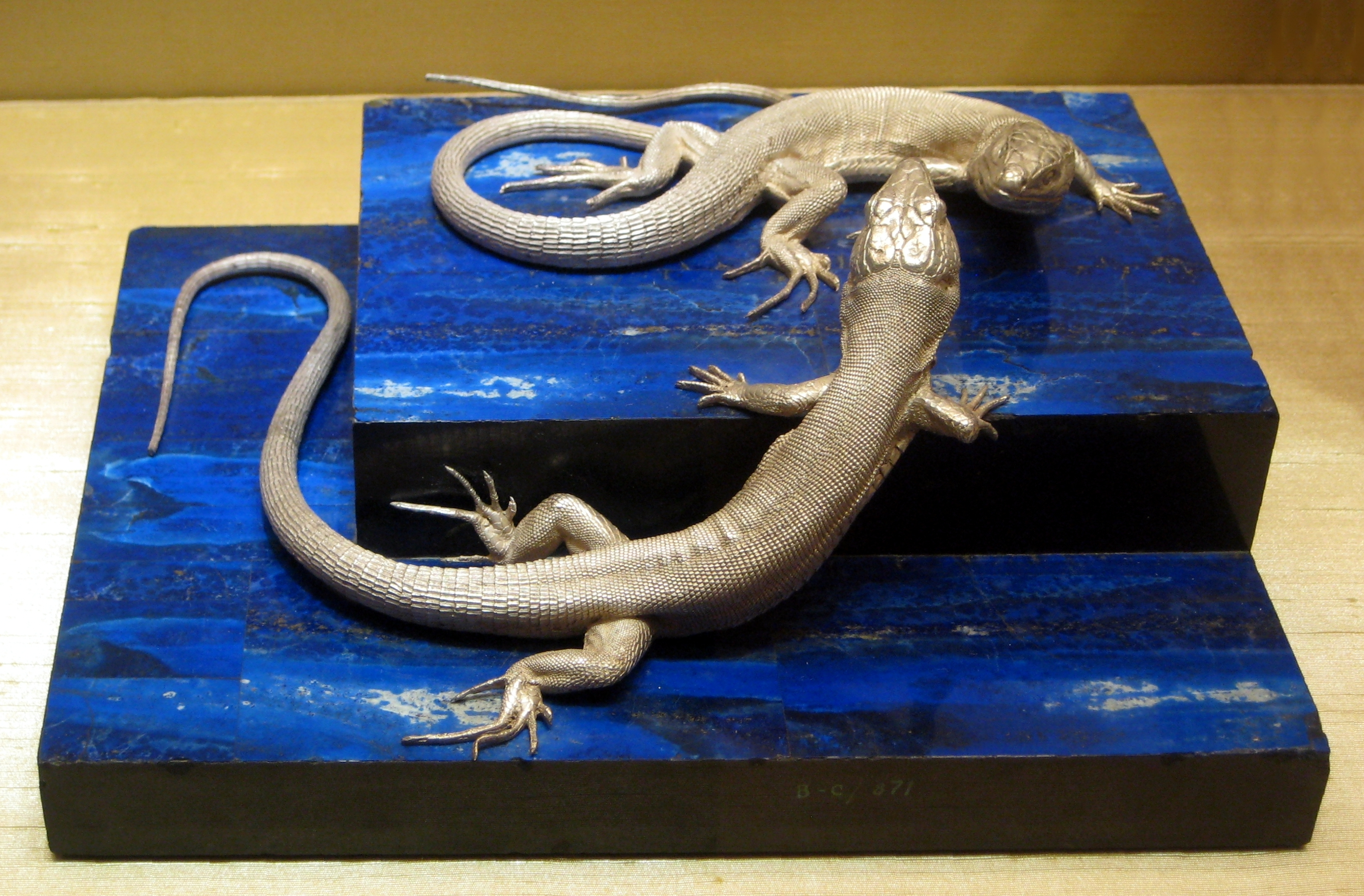
도마뱀을 조각한 문진.

문진(文鎭, paperweight)은 종이 위에 올려 놓았을 때 바람에 날아가거나 (중국 서예와 마찬가지로) 붓으로 움직이지 않을 만큼 충분히 무거운 작고 단단한 물체이다. 서진(書鎭)이라고도 한다. 돌과 같은 물체는 문진 역할을 할 수 있지만, 장식용 유리 문진도 개인 장인이나 공장에서 생산된다. 장식용 문진은 일반적으로 한정판으로 제공되며 고급 유리 예술 작품으로 수집되며 그 중 일부는 박물관에 전시된다. 1845년경, 특히 프랑스에서 처음 생산된 이러한 장식용 문진은 인기가 쇠퇴하다가 20세기 중반에 다시 부활했다.

## 같이 보기
- 스노 글로브
- 구슬